# Металлоорганические соединения
Металлоорганические соединения (МОС) — органические соединения, в молекулах которых существует связь атома металла с атомом/атомами углерода. Цианиды, карбиды, а в некоторых случаях и карбонилы металлов, также содержащие связь металл—углерод, считают неорганическими соединениями. К металлоорганическим соединениям иногда относят органические соединения бора, кремния, фосфора, мышьяка, селена и теллура, поскольку строение и свойства органических соединений с участием этих элементов во многих аспектах сходны с химией родственных им металлорганических соединений алюминия, германия и др. ; однако более точным в этом случае является более общий термин элементорганические соединения, получивший распространение в России и странах бывшего СССР.

## Типы металлоорганических соединений
По характеру связи они разделяются на 2 типа: 1) с σ-связью (например, (СН3)3Al, C2H5MgI, C4H9Li) и 2) с π-связью (например, ферроцен и бис-π-аллил-никель).
Соединения первого типа образуют преимущественно непереходные металлы, соединения второго типа — переходные. Известны полные МОС , содержащие только связи углерод-металл и переходные, содержащие также связь металл-гетероатом (обычно — галоген). Металлоорганические соединения широко применяют для самых разнообразных синтезов и в различных производствах.
В МОС первого типа полярность и реакционная способность связей металл-углерод в гетеролитических реакциях убывает при переходе сверху вниз для соединений IIб и III групп периодической системы и возрастают для соединений I, IIа, IV и V групп. Термическая устойчивость убывает сверху вниз для соединений III и IV групп, а также при переходе от ароматических соединений к алифатическим. Химические превращения (реакции с кислотами, галогенами, солями других металлов, присоединение по кратным связям, диспропорционирование, обмен анионоподобных остатков) сопровождается обычно разрывом связи М-С и, в меньшей степени, связей металл-гетероатом.
Основной тип МОС второго типа — π-комплексы — соединения переходных металлов, содержащие пи-связанные органические лиганды — олефиновые, ацетиленовые, аллильные, циклопентадиенильные, карборановые. По характеру связи к ним примыкают карбонильные, изонитрильные, цианидные и карбеновые производные переходных металлов. В таких МОС связь металл — органический лиганд осуществляется в результате взаимодействия заполненных орбиталей лиганда с вакантными орбиталями металла (донорно-акцепторная компонента) и в результате обратной подачи электронов с орбиталей металла на низшие вакантные орбитали лиганда (дативная компонента). В комплексах металл может взаимодействовать со всеми атомами углерода пи-электронной системы или только с некоторыми из них. Стехиометрия большинства пи-комплексов подчиняется правилу эффективного атомного номера: сумма электронов атома или иона металла и электронов, предоставленных ему лигандом, должна равняться числу электронов в атоме ближайшего инертного газа. Химические свойства пи-комплексных МОС зависят главным образом от природы лиганда и в меньшей степени от природы центрального атома металла. Реакции этих МОС возможны как с частичным или полным сохранением связи металл-лиганд, так и с её разрывом.
Наиболее известны реактивы Гриньяра, которые используются для введения в различные части молекул углеводородных радикалов. Часто используются литийорганические соединения. К металлоорганическим соединениям относятся катализаторы Циглера — Натта ((С2H5)3Al и TiCl4), используемые в промышленности для получения полиэтилена. Тетраэтилсвинец, антидетонационная присадка к бензинам, является основным источником вредного свинцового загрязнения вдоль автодорог. К природным МОС относится витамин B12, хлорофилл, а также переносчики кислорода в эритроцитах гемоглобин и гемоцианин.

## Способы получения
1) из алкил- или арилгалогенидов:
{\displaystyle {\mathsf {CH_{3}Br+2Li\rightarrow CH_{3}Li+LiBr}}}
{\displaystyle {\mathsf {CH_{3}Br+Mg\rightarrow CH_{3}MgBr}}}
2) реакцией солей металлов с МОС лития, магния и алюминия. Иногда этот процесс называют переметаллированием. Движущей силой процесса является стремление к образованию ионной соли более электроположительного металла.
{\displaystyle {\mathsf {2CH_{3}MgBr+HgBr_{2}\rightarrow (CH_{3})_{2}Hg+2MgBr_{2}}}}
{\displaystyle {\mathsf {PhMgBr+CuBr\rightarrow PhCu+MgBr_{2}}}}
3) реакцией МОС с углеводородами, металлами или другими МОС
{\displaystyle {\mathsf {(CH_{3})_{2}Hg+2Na\rightarrow 2CH_{3}Na+Hg}}}
{\displaystyle {\mathsf {CH_{3}MgBr+CH_{3}C\equiv CCH_{3}\rightarrow CH_{3}C\equiv CMgBr+CH_{4}}}}
{\displaystyle {\mathsf {2CH_{3}Li+CuI\rightarrow (CH_{3})_{2}CuLi+LiI}}}
{\displaystyle {\mathsf {RR'NCH_{2}SnBu_{3}+BuLi\rightarrow RR'NCH_{2}Li+Bu_{4}Sn}}}
4) производные менее активных металлов получают при взаимодействии их сплавов с натрием с алкилгалогенидами:
{\displaystyle {\mathsf {4C_{2}H_{5}Br+4Na/Pb\rightarrow (C_{2}H_{5})_{4}Pb+4NaBr}}}
{\displaystyle {\mathsf {2CH_{3}Br+2Na/Hg\rightarrow (CH_{3})_{2}Hg+2NaBr}}}
5) металлирование соединений с подвижным атомом водорода.
{\displaystyle {\mathsf {(CH_{3})_{3}CH+[Cu(NH_{3})_{2}]OH\rightarrow (CH_{3})_{3}CCu+2NH_{3}+H_{2}O}}}
6) присоединение солей и гидридов металлов к органическим соединениям, содержащим кратные связи С=С
7) действие порошков металлов на двойные диазониевые соли соответствующих металлов.

## Строение
МОС делятся по типу связи С-Металл на
1. С ионной связью: CH3−Na+
2. С ковалентной полярной связью: реактивы Гриньяра, литийорганические соединения
3. С ковалентной неполярной связью: МОС большинства металлов, наиболее известны соединения Zn, Cu, Hg, Sn, Pb.

## Применение
МОС имеют широкий спектр применения в органической химии.
Литий- и магнийорганические соединения могут использоваться как сильные основания или как реагенты для нуклеофильного алкилирования или арилирования.
Другой областью применения МОС служит катализ. Так, в состав используемого в промышленности для получения полиэтилена катализатора Циглера-Натта входит МОС (С2H5)3Al.
МОС применяются в производстве ряда изделий электроники. Высоко чистые металлорганические соединения находят применение в широком спектре различных областей как промышленности, так и товаров народного потребления, в производстве лазеров, фотоэлементов, светодиодов и мобильных телефонов.
МОС в последнее десятилетие находят все большее применение в народном хозяйстве. Их широко используют в органическом синтезе как вещества с высокой химической активностью. Они используются так же как катализаторы для получения различных
полимеров. Их добавляют в моторные топлива как антидетонаторы.
Среди МОС встречаются лекарственные препараты, антиоксиданты и стабилизаторы высокомолекулярных соединений.
Оловоорганические соединения используются в красках, препятствующих биологическому обрастанию судов и подводных сооружений, и как катализаторы в производстве некоторых пластмасс. Оловоорганические соединения широко применяют как стабилизаторы полимеров. Органические соединения щелочных металлов позволяют осуществить синтезы витаминов и антибиотиков. Из металлорганических соединений получают металлы сверхвысокой чистоты.
Органические соединения ртути применяют при консервировании древесины, при синтезе металлорганических соединений, как ядохимикаты, для защиты пластических материалов, бумажной массы и текстиля, казеиновых клеев от плесневых грибков. Раньше ртутьорганические соединения применялись в сельском хозяйстве в качестве фунгицидов, но их использование запрещено во многих странах по экологическим соображениям, так как ртутьорганические соединения превращаются микроорганизмами в водорастворимый и токсичный ион метилртути CH3Hg+(послуживший причиной экологического бедствия в Минамате в Японии). В природе важную роль играет витамин B12, кобальторганическое соединение, дефицит которого в организме приводит к анемии.
Литийорганические соединения широко применяются в фармацевтической промышленности для получения разнообразных органических соединений.
Борорганические соединения применяют, главным образом, для получения гидридов бора, служащих сырьем для производства высококалорийных топлив для реактивных двигателей; комплексные соединения типа NaB(С6H5)4 используются в аналитической химии для осаждения ионов К, Рb, Cs, NH4.
Находят применение соединения бериллия, большей частью, в ядерной энергетике в качестве замедлителя и отражателя нейтронов и как конструкционный материал. В настоящее время изучается возможность использования металлорганических соединений бериллия для увеличения теплоты сгорания углеводородного топлива.
Значительное количество соединений лития используют для получения стёкол, обладающих такими свойствами, как повышенная химическая устойчивость, прозрачность для ультрафиолетового и инфракрасного излучения, светочувствительность. Введение литиевых соединений способствует получению высоковольтного фарфора. По мнению иностранных специалистов, возможной областью применения соединений лития является ракетная техника. Заслуживает упоминание применения LiOH в качестве добавки к щелочным аккумуляторам, что повышает ёмкость аккумулятора на 12 %. Литиевыми мылами пропитывают водоотталкивающие ткани.
Совершенно особое место среди металлорганических соединений принадлежит тетраэтилсвинцу. Применение этого вещества в качестве весьма эффективного антидетонатора в легком моторном топливе привело к созданию в ряде стран специальных
производств большой мощности. 
Но есть ещё ряд областей применения металлорганических веществ, например, в микроэлектронике для создания тонкослойных металлических проводящих слоев, а также для создания полупроводников. Существуют разработки различных металлсодержащих покрытий и стекол, имеющих защищающие свойства против разного рода излучений.
Благодаря высокой реакционной способности многие металлорганические соединения (особенно соединения металлов первой и второй групп периодической системы) нашли широкое применение в органическом синтезе. Введение в состав органических соединений металлов расширило синтетические возможности органической химии. Так, на способности металлорганических соединений взаимодействовать с серой, кислородом, галогенами, селеном, теллуром основано их применение для получения спиртов, тиоспиртов и других производных углеводородов.
В промышленности большое значение имеют каталитические реакции, в которых металлоорганические соединения возникают в виде нестойких интермедиатов (промежуточных веществ с коротким временем жизни, образующихся в ходе химической реакции и затем реагирующих далее до продуктов реакции).